# Phosphorylcholine
Phosphorylcholine dùng để chỉ nhóm chức có nguồn gốc từ phosphocholine. Cũng không nên nhầm lẫn với phosphatidylcholine.
Phosphorylcholine (viết tắt ChoP) là nhóm đầu cực ưa nước của một số phospholipid, bao gồm một phosphat tích điện âm liên kết với một nhóm choline tích điện dương nhỏ. Phosphorylcholine là một phần của yếu tố kích hoạt tiểu cầu; phospholipid phosphatidylcholine cũng như sphingomyelin, phospholipid duy nhất của màng không được xây dựng với xương sống glycerol. Điều trị của màng tế bào, giống như những tế bào hồng cầu, bởi các enzyme nhất định, giống như một số phospholipase A2 ám chỉ rằng phân nưa phosphorylcholine tiếp xúc với pha nước ngoài, và do đó dễ tiếp cận để được công nhận bởi hệ thống miễn dịch. Kháng thể chống phosphorylcholine là các kháng thể tự nhiên xuất hiện tự nhiên được tạo ra bởi các tế bào B CD5 + / B-1 và được gọi là tự kháng thể không gây bệnh.

## Stent kháng huyết khối
Trong lĩnh vực tim mạch can thiệp, phosphorylcholine được sử dụng như một lớp phủ polymer dựa trên tổng hợp, áp dụng cho stent tẩy rửa thuốc, để ngăn chặn sự xuất hiện của động mạch vành tái hẹp. Ứng dụng đầu tiên của phương pháp này để sử dụng trên stent phát triển từ những nỗ lực của Hayward và Chapman et al., người đã chứng minh rằng thành phần phosphorylcholine của bề mặt bên ngoài của lớp kép hồng cầu là không gây huyết khối. Cho đến nay, hơn 120.000 stent phủ Phosphorylcholine đã được cấy ghép ở những bệnh nhân không có tác dụng gây khó chịu rõ ràng trong thời gian dài so với các công nghệ stent kim loại trần.

### Stent thuốc dựa trên polymer Phosphorylcholine
Stent rửa thuốc (DES) được sử dụng bởi các bác sĩ tim mạch can thiệp, hoạt động trên bệnh nhân mắc bệnh động mạch vành. Stent được đưa vào động mạch thông qua nong mạch bằng bóng. Điều này sẽ làm giãn đường kính của động mạch vành và giữ cố định trong giai đoạn này để máu chảy qua động mạch nhiều hơn mà không có nguy cơ đông máu (xơ vữa động mạch). Phosphorylcholine được sử dụng làm lớp phủ dựa trên polymer của DES vì thiết kế phân tử của nó giúp cải thiện tính tương thích sinh học bề mặt và giảm nguy cơ gây viêm hoặc huyết khối. Lớp phủ polymer của stent cung cấp thuốc chống tăng sinh Zotarolimus cho thành mạch máu động mạch là thành phần chính của các thiết bị y tế mang tính cách mạng này. Để phân phối Zotarolimus tại địa phương vào động mạch, thuốc được kết hợp vào một chất đồng trùng hợp gốc methacryit bao gồm một dạng phosphorylcholine tổng hợp. Việc sử dụng biimicry này, hoặc thực hành sử dụng các polyme xuất hiện tự nhiên trong sinh học, cung cấp một lớp phủ, với sự lắng đọng huyết khối tối thiểu và không có tác dụng lâm sàng bất lợi trong việc chữa lành muộn của thành mạch máu. Lớp phủ không chỉ không gây huyết khối mà còn thể hiện các tính năng khác cần có khi áp dụng vật liệu như vậy vào thiết bị y tế để cấy ghép lâu dài. Chúng bao gồm độ bền, tính trung lập đối với hóa học của thuốc kết hợp và khả năng khử trùng bằng các phương pháp tiêu chuẩn không ảnh hưởng đến cấu trúc hoặc hiệu quả của thuốc.